# Pandanus foetidus
Pandanus foetidus är en enhjärtbladig växtart som beskrevs av William Roxburgh. Pandanus foetidus ingår i släktet Pandanus och familjen Pandanaceae. Inga underarter finns listade.